# منى الطحاوي
منى الطحاوي (ولدت في 1 أغسطس 1967) هي صحفية وناشطة حقوق المرأة مصرية-أمريكية مقيمة بنيويورك في الولايات المتحدة الأمريكية. تكتب مقالات رأي في صحف بارزة من بينها نيويورك تايمز وواشنطن بوست وجيروزليم بوست. يذكر أنها ضٌربت وكسرت يدها في أحداث محمد محمود بعد الثورة المصرية بعدة أشهر. كتبت الطحاوي العديد من المقالات والنشرات عن مصر والعالم الإسلامي، بما في ذلك قضايا المرأة وقضايا المجتمع. هي «بطلة الثورة» كما أسمتها صحيفة «إندبندنت» البريطانية، وهي واحدة من أقوى 150 امرأة في العالم لعام 2012 حسب تصنيف نيوزويك الأمريكية، وليس هذا فحسب بل هي أيضاً ضمن أقوى 100 امرأة عربية للعام 2011 و 2012 حسب قائمة أريبيان بزنس. تحمل الطحاوي الجنسيتين المصرية والأمريكية. وفي العامين ذاتهما جاء اسم منى الطحاوي ضمن قائمة أقوى 500 شخصية عربية. كما حصلت على جائزة خاصة بالمساهمة المتميزة في الصحافة من مؤسسة «آناليندا» عام 2011، ومُنحت ايضاً جائزة "سمير قصير لحرية الصحافة" عن فئة أفضل مقال رأي للعام 2009، كما فازت أيضًا بجائزة «الياف سرتاوي» لصحافة الشرق الأوسط، والتي تُمنح للمقالات التي تهدف لزيادة التفاهم بين العرب والإسرائيليين. كما قدم مركز الصحافة والإعلام الجديد في جامعة دنفر لها السندان المتمثلة في جائزة الحرية. وتحب الطحاوي أن تقدم نفسها بأنها مسلمة مصرية ليبرالية علمانية. وقد حصلت على الجنسية الأمريكية عام 2011.

## نشأتها والتعليم
ولدت في 1 أغسطس 1967، في مدينة بورسعيد المصرية. تخرجت في الجامعة الأميركية بالقاهرة عام 1990. وحصلت على درجة الماجستير في الإعلام قسم الصحافة عام 1992. ومن ثم انخرطت في عملها الصحفي بعد انتقالها للعيش في مدينة نيويورك الأميركية، حيث عملت صحافية وناشطة حقوقية ومساندة للنساء هناك. تكتب مقالات رأي في عدد من الصحف هناك من بينها «نيويورك تايمز»، و«واشنطن بوست»، و«جيروزليم بوست». أما على صعيد حياتها الشخصية فتزوجت «الطحاوي» في بداية عام 2000 إلا أن زواجها لم يستمر.

## عملها الوظيفي
بعد تخرجها في الجامعة الأمريكية بالقاهرة، عملت الطحاوي صحفية. وفي تلك الأثناء تزوجت زواج قصير انتهى بالطلاق الذي انتقلت بعده للإقامة بالولايات المتحدة الأمريكيةعام 2000؛ لتعمل هناك كاتبة ومحاضرة في شئون الشرق الأوسط والإسلام.

### العمل خارج مصر
خلال تنقلات الطحاوي وسفرها أقامت في عدة بلاد غير مصر وأمريكا منها السعودية وإسرائيل، حيث تعد الطحاوي أول صحفية مصرية تذهب للعيش والعمل في وكالة الأنباء الغربية في إسرائيل.
عملت الطحاوي كمراسلة صحفية في الشرق الأوسط لسنوات عديدة؛ حيث عملت لوكالة «رويترز» لسنوات عدة وذلك في مصر وإسرائيل وفلسطين، وليبيا، وسوريا، والسعودية والصين، كمديرة تحرير بالقسم العربي لمنظمة أخبار المرأة الدولية في نيويورك، ومراسلة سابقة لوكالة «رويترز» للأنباء و«الغارديان» البريطانية؛ كما تظهر مقالاتها في عدد من الصحف الأمريكية الشهيرة مثل، «نيويورك تايمز» و «واشنطن بوست» و «جيروزليم بوست» و «القدس» و«هيرالد تريبيون» الدولية، كما إنها تكتب عموداً بصحيفة «بوليتيكن» الدنماركية، وعمود في «تورنتو ستار» في كندا.

## العمل السياسي

أحداث محمد محمود

شاركت منى طحاوي في ثورة الخامس والعشرين من يناير. وصفتها صحيفة «إندبندنت» البريطانية بأنها «بطلة الثورة»؛ حيث اختطفتها قوات من الشرطة والجيش واعتدوا عليها بالضرب، وإذ بيديها تُكسر في أحداث محمد محمود بعد الثورة المصرية بعدة أشهر.
في 24 نوفمبر 2011، تم القبض على الطحاوي أثناء تصويرها تصاعد الاحتجاجات في ميدان التحرير إبان ثورة الخامس والعشرين من يناير. تم احتجازها لمدة 12 ساعة، اتهمت الشرطة بعدها بالتعدي الجنسي والنفسي عليها.

## أفكارها

### الحجاب والنقاب
هاجمت الطحاوي الحجاب والنقاب، وهو ما جعل بعض الأصوات المصرية تطالب بإهدار دمها؛ بينما في المقابل لقبتها بعض المنظمات الإسلامية في أمريكا بـ «قائدة مستقبل الإسلام». ويشار إلى أنها عضو في «الحركة العالمية من أجل العدالة والمساواة في الأسرة المسلمة». وعلى الرغم من أن الطحاوي اعتادت مهاجمة الحجاب والنقاب، في أكثر من مقالة لها، كتبت في مقالات آخرى نشرت عنها، أنها كانت محجبة لتسع سنوات، وأنها عانت خلالها الكثير من عمليات التحرش، وأن ما عانته وهي محجبة في مصر لم تشهد له مثيلاً حتى أثناء إقامتها في الولايات المتحدة الأمريكية.

### العنف الجنسي
في أكتوبر عام 2012، نشرت صحيفة الغارديان مقابلة مع منى الطحاوي حول ظاهرة التحرش الجنسي في مصر، قالت فيها: «إن الرجال في مصر سواء كانوا فقراء أو أغنياء، دينيين أو علمانيين، فإنهم يقومون بالتحرش بالنساء بشكل روتيني، والهجمات غالبًا ما تكون عنيفة ونادرًا ما يكون هناك عقاب عليها». وتحدثت منى الطحاوي عن واقعة الاعتداء عليها والتحرش بها بميدان التحرير في عام 2011، ودعت إلى إصلاح القوانين والاتجاهات في مصر إزاء مسألة التحرش الجنسي. كما تحدثت الطحاوي عن تعرض مراسلات القنوات الأجنبية والصحفيات على وجه الخصوص للتحرش في ميدان التحرير، وكان آخرها ما تعرضت له مراسلة قناة فرانس 24 من اعتداء وتحرش في ميدان التحرير قبل أن ينقذها زميلها أشرف خليل. وألقت الطحاوي بمسؤولية تفاقم التحرش الجنسي على النظام، وقالت إن عدم وجود محاكمات للجناة يزيد من الأوضاع سوءًا، مشيرة إلى أن من اعتدوا على المراسلة لارا لوجان في ليلة تنحي مبارك، أو من اعتدوا عليها هي شخصيًا لم يتم محاكمتهم، وأنها حاولت أن تقاضى النظام لمسئوليته، قائلة «إن النظام يعطي ضوءًا أخضرا للرجال في الشوارع بالتحرش بالنساء لأنه يفعل ذلك». وانتقدت الكاتبة الفكرة الخاطئة بأن المتحرشين هم من الفقراء غير المتعلمين، وقالت: «إن كل من يقومون بالتحرش أو يمارسون العنف الجنسي ضد نساء مصر من كل الطبقات سواء كانوا أغنياء أو فقراء متعلمين أو غير متعلمين، متدينين أو علمانيين».
في مارس 2014، قابلت «الطحاوي» عشرات النساء في مصر والأردن وليبيا وتونس، من أجل فيلم وثائقي لهيئة الإذاعة البريطانية بعنوان «المرأة في الربيع العربي»، وقلن لها إن عددًا قليلاً من النساء تحسنت حياتهن منذ الانتفاضات التي بدأت في تونس 2010، ولكن الثورات خلقت قوة جديدة قابلة للاشتعال: قوة الغضب والحاجة إلى استخدامها. ومن هؤلاء الفتيات، نسمة الخطاب، 24 عاماً، تعمل محامية بمركز حقوقي للنساء والأطفال. حيث تقول إنها تعرضت لتجربة الختان وهي في سن التاسعة، ورفضت أن يمر أخواتها بنفس التجربة، وأصبحت قادرة على نطق كلمة «لا» عندما بدأت حياتها العملية. وأوضحت «الطحاوي» أن الختان واحد من الانتهاكات التي تتعرض لها أجساد النساء بجانب الاعتداءات الجنسية التي تنتشر في الاحتفالات أو الاحتجاجات، مشيرةً إلى أن العنف الجنسي ليس قاصراً على مصر، ويجب دراسة أسبابه وتفاصيله، حيث أن الثقافة التقليدية تحرم مناقشة مثل هذه الاعتداءات الجنسية باعتبارها أمرًا «مخجلاً». وفي يونيو من العام ذاته، نشرت صحيفة «نيويورك تايمز» الأمريكية مقالاً الطحاوي، قالت فيه إن هناك معركة شرسة تدور رحاها في مصر ليس فقط بين الإسلاميين والحكام العسكريين، وإنما بين النظام الذكوري والنساء اللاتي لم يعدن يتقبلن الوضع الراهن. تقول الطحاوي: «إن تلك المعركة بين النظام الأبوي الذي أنشأته وأيدته الدولة والشارع والبيت، وبين النساء اللاتي لن تقبلن بعد الآن هذا الوضع الراهن».
تقول الطحاوي، إن العنف الجنسي ليس حكرًا على مصر بالطبع، فجملة «ثقافة الاغتصاب» تستخدم لربط نماذج من العنف الجنسي حول العالم؛ لأنه من المهم ألا تختصر النقاشات على «رجالهم سيئين» و«رجالنا جيدين»، ولكنه من المهم دراسة تفاصيل العنف الجنسي في مصر. ترى الطحاوي: إنه لا يهم أي جانب تميل إليه المرأة في الساحة السياسية في مصر، «إذا كنتِ امرأة.. جسدك ليس آمن». وتشير إلى أن "المستشفيات لا تملك طقم الاغتصاب، والطاقم الطبي غير مهيأ للتعامل مع الناجيات من العنف الجنسي"، مضيفة أن الزج بالرجال في السجون يجب ألا يكون الترياق، فالمحاسبة ضرورية، ولكننا نحتاج إلى تحول مجتمعي يهدف لكل من العدالة واحترام المرأة، وهذا سيأخذ وقتًا طويلًا".
وأشارت «الطحاوي» إلى أنه خلال الأسابيع الأخيرة، عانت النساء من عنف واعتداء جنسي. وخلال تلك الفترة، طالبت الطحاوي بضرورة شن حملة شاملة للتعامل مع العنف الجنسي، مع التركيز على مساعدة الناجيات بدلاً من إلقاء اللوم عليهن. وقالت: «يجب علينا ربط العنف الأسري والاغتصاب الزوجي وتشويه الأعضاء التناسلية للإناث، مع العنف الجنسي في الشوارع، ومثلما وقفنا بجانب الرجال للإطاحة بمبارك، فنحن بحاجة إلى الرجال للوقوف بجانبنا».
وفي حوار آخر لمؤسسة طومسون رويترز، قالت منى الطحاوي: «أزحنا مبارك من قصر الرئاسة لكن ما زال علينا أن نزيح مبارك الذي يعيش في عقولنا وبيوتنا».
وأضافت: «نحن النسوة، كما يظهر من خلال نتائج الاستطلاع المأساوية، بحاجة إلى ثورة مزدوجة؛ ثورة على المستبدين الذين حكموا بلداننا، وأخرى على المزيج السام المكون من الموروث الثقافي والدين والذي يدمر حياتنا».

## اعتقالها في الولايات المتحدة
في يوم 24 سبتمبر عام 2012 أثارت منى ضجة، خلال قيامها بطلاء إعلان اعتبرت أنه يحرّض على المسلمين في محطة مترو الأنفاق بنيويورك ويحمل عنوان «إنه في أي حرب بين الشخص المتحضر والهمجي عليك تأييد الرجل المتحضر.. أيد إسرائيل، واهزم الجهاد»، فاعتقلتها شرطة نيويورك واحتجزت لمدة 22 ساعة، وهي فترة أطول من تلك التي أحتجزت فيها خلال الثورة على يد الشرطة المصرية حسبما ذكرت صحيفة «الغارديان».
وخلال قيام الطحاوي برش الإعلان، تشاجرت مع سيدة تدعى باميلا. وكما ذكرت صحيفة «الدايلى ميل» البريطانية، فإن باميلا هي إحدى الناشطات المحافظات المؤيدات لإسرائيل وصاحبة منظمة «محاربة أسلمة أميركا»، والممولة الرئيسية للإعلانات المؤيدة لإسرائيل والتي كانت قد قادت حملة ضد بناء مركز إسلامي بالقرب من موقع هجمات 11 من سبتمبر عام 2001، التي استهدفت مركز التجارة العالمي.
تصدت لها باميلا وهي تحمل كاميرا تصوير، وتقوم بتسجيل محاولات الطحاوي تشويه الإعلان العنصري في محطة مترو الأنفاق بنيويورك، الذي يصف أعداء إسرائيل من العرب أو المسلمين بالهمجية.
قالت الطحاوي إن الاتهامات التي وجهت لها حينذاك تضمنت تعمد الأذى، بعد أن رشت «إسبراي» لطمس الإعلان، وقال أحد أفراد الشرطة إنها تسببت في «رش الاسبراي» على باميلا هول، التي كانت تقف حائلًا بين «الطحاوي» ولوحة الإعلانات، فحاولت هال اتهامها بتهمة الاعتداء بواسطة مواد طلاء سامة، فيما بررت «الطحاوي» ذلك بأن هول وقفت أمامها لمنعها من التعبير عن رأيها بشكل سلمي وغير عنيف، وتم توجيه تهمة «إفساد ملصقات إعلانية خاصة تعبر عن أراء حرة».
لكن في النهاية كانت التهمة التي وجهها الادعاء الأمريكي للطحاوي هي جنحة رش «اسبراي» على ملصق دعائي، وقضت المحكمة بالإفراج عنها طبقا للقانون الأمريكي الخاص بحرية التعبير.
وأكدت الطحاوي عبر حسابها على موقع التواصل الاجتماعي «تويتر» أنها ستواجه التهم المنسوبة إليها في المحكمة 29 نوفمبر/تشرين الثاني القادم، وأنها فخورة بما فعلت وغير نادمة على الإطلاق، وأن ما فعلته يندرج تحت حرية الرأي والتعبير دون اللجوء للعنف.
جدير بالذكر أنه قد أيد موقف الطحاوي عدد من الشخصيات اليهودية الشهيرة منها الحاخام راشيل خان الذي وجد في تلك الملصقات فعلاً مقصود به هو بث العنصرية وتقسيم الشعوب للقضاء على العلاقات الدولية – التي هي في الأساس هشة - بينهم وبين الآخرين.

### تدخل السلطات المصرية
عقب اعتقال الطحاوي وتداول جريدة الأخبار المصرية أنباءً تفيد بتدخل السلطات المصرية لحل أزمتها، قالت الطحاوي متوجهةً إلى الرئيس المصري محمد مرسي وقتذاك بالقول: «أنا خرجت لوحدي منذ 3 أيام لأنني مواطنة أمريكية وبدون أي تدخل منك». ولفتت منى الطحاوي انتباه محمد مرسي قائلة: «إذا كنت ترغب في عمل مواقف وتاريخ.. هذا شأنك، ولكن ليس على حسابي.. لأن هذا الكلام لا يمشي في أمريكا حيث لا يوجد مشروع النهضة». وتحدثت الطحاوي عن وجود بعض الإنجازات في مصر من جهة كارتفاع منسوب مياه نهر النيل، لكنها من جهة أخرى شددت على عدم وجود أي دور للرئيس بها، مشيرة في السياق ذاته إلى إن محطة كهرباء دمياط و«الإسعاف الطائر» وغيرها من الخطوات تم إنجازها في عهد الرئيس السابق، مضيفة أن بعض البسطاء في مصر قد يصدقون أن له يدًا في هذه الأمور، «إنما هنا في أمريكا.. دي ماما يا حبيبي، ومحدش يضحك على ماما».

### انتصار الطحاوي
بعد إطلاق سراحها أكدت «الطحاوي» في حسابها الشخصي على «تويتر» إيمانها بحق الآخر في الإساءة، وحقها أيضاً في الاعتراض والاحتجاج على تلك الإساءة ووصف المسيء بـ«المتعصب». ووصفت ما يحدث بأنه «عنصرية وكراهية»، مطالبة بحقوقها في التعبير عن رأيها بصفتها «مواطنة مصرية- أميركية».
وربما تأتي خطوة «الطحاوي» تالية للاحتجاجات التي وقعت في العالم الإسلامي على الفيلم المسيء للإسلام. إلا أن ما فعلته «الطحاوي» وما نتج عنه من منع تعليق الإعلانات المثيرة للكراهية في محطات الأنفاق في نيويورك لقي تشجيعاً على «تويتر»، بوصفها امرأة انتصرت ضد المسيئين للعرب والمسلمين. وبالإضافة إلى هذا الانتصار، وصفتها صحيفة «الإندبندنت» بـ«بطلة الربيع العربي» بعد محاولتها طمس الإعلان المسيء للمسلمين في محطة مترو الأنفاق في نيويورك.

شعار جائزة سمير قصير لحرية الصحافة

## احتفاء عالمي
جاءت منى الطحاوي ضمن «أكثر 150 امرأة شجاعة في العالم» بحسب تصنيف مجلة نيوزويك لعام 2012. وأشارت المجلة إلى أن هذه القائمة تضم 150 امرأة من جميع أنحاء العالم، ممن يتحلين بالشجاعة ومواجهة الخوف، وساهموا في صنع الثورات. وبررت المجلة اختيارها للكاتبة والصحفية منى الطحاوي، لأنها أصبحت وجهًا معروفًا للثورة في نوفمبر 2011 بعدما رفضت السكوت على العنف والتخويف في أعقاب تعرضها للضرب والاعتداء والتحرش الجنسي خلال أحداث شارع محمد محمود.
حصلت على الكثير من الجوائز والتكريمات، منها اختيارها ضمن «أقوى 500 شخصية عربية في عام 2012». وحصلت على الجائزة الخاصة بالمساهمة المتميزة في الصحافة من مؤسسة «آناليند» في عام 2010. كما فازت بجائزة «سمير قصير» لحرية الصحافة عن فئة «أفضل مقال رأي» في عام 2009.

## الجوائز
- 30 ضمن «أقوى 100 امرأة عربية 2013»، أريبيان بزنس[28]
- 258 ضمن «أقوى 500 شخصية عربية 2012»، أريبيان بزنس
- 52 ضمن «أقوى 100 امرأة عربية 2012»، أريبيان بزنس
- 124 ضمن «أقوى 500 شخصية عربية 2011»، أريبيان بزنس
- 51 ضمن «أقوى 100 امرأة عربية 2011»، أريبيان بزنس
- الجائزة الخاصة بالمساهمة المتميزة في الصحافة، مؤسسة آنا ليند، 2010[3]
- جائزة سمير قصير لحرية الصحافة، فئة «أفضل مقال رأي»، 2009.[4][29]

## وصلات خارجية
- منى الطحاوي على موقع IMDb (الإنجليزية)
- منى الطحاوي على موقع قاعدة بيانات الفيلم (الإنجليزية)

- الموقع الرسمي